# Sertorius hospes
Sertorius hospes är en insektsart som beskrevs av George Willis Kirkaldy. Sertorius hospes ingår i släktet Sertorius och familjen hornstritar. Inga underarter finns listade i Catalogue of Life.